# Villa Kramář
Villa Kramář è una residenza ufficiale del Presidente del Governo della Repubblica Ceca.